# Machuca (banda)
Machuca es un grupo musical chileno de rock oriundo de la ciudad de Concepción, fundado el año 1991 por los músicos Giancarlo Canessa, Francisco "El Pollo" Muñoz, Claudio "Basura" Infante y Felipe "Basurita" Infante. Fue una banda de gran relevancia para la música local, y que ha alcanzado reconocimiento a nivel nacional. Su sonido inicial hardcore punk ha sido influenciado por bandas como Sex Pistols, Black Sabbath y Ramones.
En 2000, el vocalista Giancarlo Canessa deja la banda, siendo reemplazado por Feliciano Saldías, al tiempo que la banda va dejando un poco su sonido más punk, pasando a un rock más puro, aunque siempre con carácter duro y contestatario. En 2001 entra a la agrupación el baterista José Burdiles, pero al año siguiente abandonan, junto con Feliciano, definitivamente la banda, para dedicarse de lleno a su otra agrupación, Zurdaka.

## Miembros
| Miembros actuales - Giancarlo "Huaso" Canessa – voces (1991–2000, 2003–presente) - Claudio "Basura" Infante – bajo (1991–presente) - Felipe "Basurita" Infante – batería (1991–2006, 2014–presente) - Leonardo "Leon" Lopez – guitarras (2006–presente) | Miembros anteriores - Francisco "Pollo" Muñoz – guitarras (1991–2006) - Feliciano "Cachano" Saldías – voces (2000–2003) - Patricio "PZ" Zurita – guitarras (2006–2014) - Richard "Pollito" Guerrero – batería (2006–2014) |

## Discografía
- Si tapas tus oídos EP (1992)
- Hogar dulce hogar (1995, EMI)
- Feliz cumpleaños mamá single (1995, EMI)
- Ella EP (1997, EMI) – Con Joe Vasconcellos
- Viva Machuca (1998, EMI)
- Tercero (2000, EMI)
- Furia razón (2005, Independiente)
- Inhumano (2013, LaFiskalia)

Apariciones en compilaciones
- "No Quiero Morir Antes De Haber Vivido", "Hogar Dulce Hogar", "Me Cegué", "Mas Suave" – Octopus: Rock en Concepción (1994, Jungle)
- "Corazón Desilusionado" – Bresler en Vivo - Lo Mejor del Rock Chileno (1996, Bresler, EMI)
- "Corazón Desilusionado" – El Rumpy Y La Musica Del Chacotero Sentimental (1997, WEA)
- "Mi Hijo Ya No Juega" – Tuve Un Sueño Contigo (1999, EMI)
- "Corazón Desilusionado" – Rock del fin del mundo (1999, Fusión)
- "Corazón Desilusionado" – Rock del fin del mundo Vol. II (1999, Alerce)
- "Corazón Desilusionado" – Antologia Del Rock Chileno De Los 90's CD (2004, EMI)
- "Feliz Cumpleaños Mama" – Antologia Del Rock Chileno De Los 90's Vol. I DVD (2004, EMI)
- "El Bulla" – Antologia Del Rock Chileno De Los 90's Vol. II DVD (2004, EMI)
- ???  – Banda sonora Azul y blanco (2004, Independiente)[2]
- "Planet Caravan" – Sweet Leaf - A Stoner Rock Salute To Black Sabbath (2015, Deadline)